# Arte de conceito

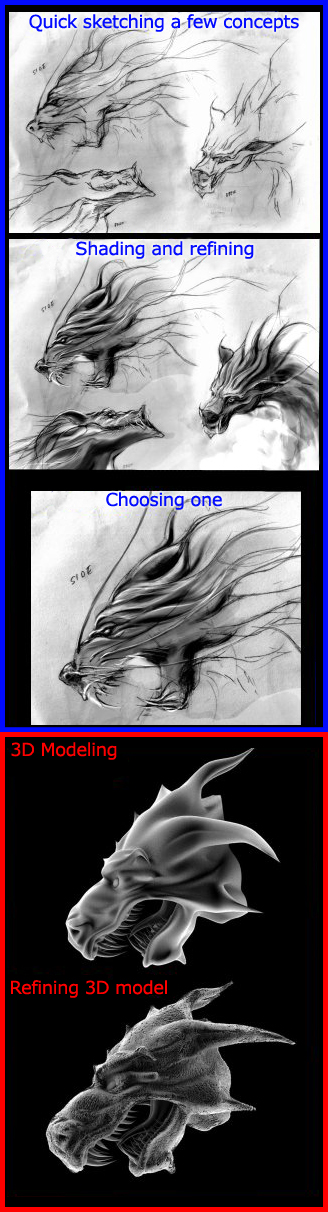
Exemplo de um desenho de conceito (em azul) seguido por seu modelo 3D (vermelho).

Arte de conceito, (concept art), é uma forma de pré-produção na indústria do entretenimento. Usada em sua maioria em filmes, jogos eletrônicos, animações e histórias em quadrinhos, com a objetivo de criar e definir uma ideia e/ou tom que poderá ser utilizado no produto final. Arte conceitual é também referido como um desenvolvimento visual ou desenho de conceito.